# 5-я Словенская ударная бригада
5-я Словенская народно-освободительная ударная бригада имени Ивана Цанкара (сербохорв. Пета словеначка народноослободилачка ударна бригада „Иван Цанкар“ / Peta slovenačka narodnooslobodilačka udarna brigada "Ivan Cankar", словен. 5. slovenska narodnoosvobodilna udarna brigada «Ivan Cankar») — словенское воинское формирование Народно-освободительной армии Югославии. Носила имя известного писателя и поэта Ивана Цанкара.

## История
Образована 28 сентября 1942 в Лапине во время отражения вражеского Росского наступления в Доленьске. Численность бригады: 400 человек. Номинально было три батальона: 1-й Доленьский, 2-й Кочевский и 3-й Белокраньский (без 3-й роты). В конце декабря 1942 года в бригаду вошёл Горянский партизанский батальон, а 24 ноября 1944 был сформирован 1-й австрийский партизанский батальон из австрийских антифашистов, военнопленных и ряда словенских партизан (насчитывал 100 человек). Бригада действовала на территории от Виницы до Врхника и от Кримских высот через Горянац до самой Савы, а также помогала соседним хорватским партизанским отрядам.
За годы войны бригада совершила ряд нападений на вражеские гарнизоны, провела несколько ожесточённых боёв и разрушив ряд важных дорог. Особенно жестокие бои она вела против немецких частей и казачьих коллаборационистских подразделений в Центральной Доленьске и на Иловой горе с 15 октября по 5 ноября 1943. С конца 1943 года и вплоть до полного освобождения Словении численность бригады возрастала, но вместе с тем и росла численностью погибших партизан: за годы войны бригада потеряла 650 человек убитыми. 16 марта 1944 большие потери понёс 4-й батальон бригады в битве на Яворовице со словенскими коллаборационистами.
За годы войны солдатами бригады были уничтожены и тяжело ранены около 3 тысяч солдат противника. В составе 15-й дивизии бригада участвовала в освобождении территории Словении от последних оплотов германского сопротивления: 4 мая 1945 ею было взято Кочевье, 6 мая — Гросупле, 9 мая — Любляна, 10 мая — Савиньская долина. Боевой путь бригада завершила 15 мая 1945 в долине реки Межа в Каринтии.

## Командование

### Бригада в целом

#### Командиры
- Марьян «Урбан Великоня» Дермастия (28 сентября — 27 декабря 1942)
- Предраг «Драган» Евтич (28 декабря 1942 — 13 июля 1943)
- Райко Танаскович (14 июля — 6 августа 1943)
- Франц «Цирил» Кочевар (7 августа — 11 октября 1943)
- Иван «Дьемс» Майник (12 октября 1943 — 25 января 1944)
- Алоиз Драган (26 января — 2 мая 1944)
- Вид «Второй» Ерич (3 мая — 16 июня 1944)
- Алоиз Драган (17 июня 1944 — 16 февраля 1945)
- Винко «Есень» Мойшкерц (17 февраля — 23 апреля 1945)
- Станко Махне (24 апреля — 15 мая 1945)

#### Политруки
- Йоже «Грегор Явор» Равбар (28 сентября — 5 декабря 1942)
- Йоже Борнштар (6 декабря 1942 — 4 августа 1943)
- Йосип «Фрэнк» Зорнада (5 августа 1943 — 25 января 1944)
- Франц «Франта» Север (26 января — 15 марта 1944)
- Иван «Йон» Пицель (16 марта — 20 августа 1944)
- Душан «Бор» Реболь (21 августа — 6 ноября 1944)
- Эмиль Дойчич (7 ноября 1944 — 16 апреля 1945)
- Векослав Робич (17 апреля — 15 мая 1945)

#### Заместители командиров
- Станко «Даки» Семич (28 сентября — 10 декабря 1942)
- Алоиз «Бандек» Попек (11 декабря 1942 — 1 февраля 1943)
- Франц «Цирил» Кочевар (2 февраля — 6 августа 1943)
- Иван «Дьемс» Майник (7 августа — 11 октября 1943)
- Андрей «Лев» Цетинский (24 ноября 1943 — 14 февраля 1944)
- Йово Вукша (15 февраля — 16 марта 1944)
- Светолик «Мито» Йованович (1 апреля — 19 мая 1944)
- Антон Крамарич (24 августа — 5 ноября 1944)
- Алоиз «Бого» Голоб (6 ноября 1944 — 15 марта 1945)
- Мирко Мантель (16 марта — 15 мая 1945)

#### Заместители политруков
- Йоже Борнштар (28 сентября — 6 декабря 1942)
- Йоже «Тине Довган» Мазовец (7 декабря 1942 — 17 марта 1943)
- Александр «Леко» Марьянович (9 апреля — 30 июля 1943)
- Иван «Душан» Хржич (1 сентября 1943 — 21 августа 1944)
- Иван «Йон» Пицель (21 ноября 1944 — 14 января 1945)
- Алоиз Хрен (15 января — 15 мая 1945)

#### Начальники штаба
- Эдо «Доре» Михевц (28 сентября 1942 — 30 апреля 1943)
- Райко Танаскович (1 мая — 13 июля 1943)
- Радомир «Рацо» Божович (14 июля — 15 октября 1943)
- Драго Ерман (18 октября — 25 декабря 1943)
- Франц «Франчек» Колар (15 февраля — 16 марта 1944)
- Карол «Сабля» Кайфеж (6 апреля — 8 сентября 1944)
- Франц «Пит» Семеяр (23 ноября 1944 — 20 февраля 1945)
- Юлий Кошир (26 февраля — 11 марта 1945)
- Янез «Бомба» Маленшек (12 марта — 15 мая 1945)

### 1-й батальон

#### Командиры
- Душан «Дуле» Швара (28 сентября 1942 — 24 июля 1943)
- Андрей «Лев» Цетинский (25 июля — 23 ноября 1943)
- Здравко «Ферчи» Фирм (24 ноября 1943 — 1 апреля 1944)
- Иван Лес (2 апреля — 7 мая 1944)
- Франц «Бено» Бенедичич (8 мая — 1 июля 1944)
- Виктор «Црни» Пездирц (2 июля — 5 августа 1944)
- Йоже Видмар (6 августа — 8 ноября 1944)
- Франц Крен (9 ноября 1944 — 15 февраля 1945)
- Франц «Видо» Брегар (16 февраля — 15 мая 1945)

#### Политруки
- Флориян «Цвето» Пелко (28 сентября — 15 декабря 1942)
- Иван «Живко» Бернот (16 декабря 1942 — 1 мая 1943)
- Янез Випотник (2 мая — 15 сентября 1943)
- Миха «Макс» Берчич (16 сентября — 20 декабря 1943)
- Франц «Радо» Арко (21 декабря 1943 — 8 марта 1944)
- Тоне «Тончек» Маврин (9 марта — 2 апреля 1944)
- Рудольф «Моро» Ипавец (3 апреля — 7 августа 1944)
- Видко Черин (8 августа — 29 сентября 1944)
- Матевж «Мат» Коларо (30 сентября 1944 — 10 марта 1945)
- Марьян «Екло» Лужнар (11 марта — 17 апреля 1945)
- Янез «Божо» Коцьянчич (18 апреля — 15 мая 1945)

### 2-й батальон

#### Командиры
- Анте Новак (28 сентября — 7 декабря 1942)
- Петар Брайлович (8 декабря 1942 — 1 января 1943)
- Александр «Леко» Марьянович (2 января — 9 апреля 1943)
- Иван «Дьемс» Майник (10 апреля — 6 августа 1943)
- Светолик «Мито» Йованович (7 августа 1943 — 8 марта 1944)
- Мирко «Фери» Ребсель (9 марта — 12 июня 1944)
- Рудольф Анцель (13 июня — 4 сентября 1944)
- Алоиз «Бого» Голоб (5 сентября — 5 ноября 1944)
- Франц «Жарко» Штеблай (6 ноября 1944 — 20 февраля 1945)
- Ерней «Стани» Ярц (21 февраля — 10 марта 1945)
- Алоиз Волчак (11 марта — 15 мая 1945)

#### Политруки
- Иван «Ян» Локовшек (28 сентября — 7 декабря 1942)
- Антон «Марко» Милич (8 декабря 1942 — 21 марта 1943)
- Янез Ерман (22 марта — 15 апреля 1943)
- Алоиз Цоларич (16 апреля — 8 сентября 1943)
- Тоне «Тончек» Маврин (9 сентября — 18 сентября 1943)
- Йоже «Боштьян» Селич (19 сентября 1943 — 6 февраля 1944)
- Ловро Шкерл (7 февраля — 8 марта 1944)
- Штефан «Степко» Геберт (9 марта — 2 июля 1944)
- Август Дурява (3 июля — 16 июля 1944)
- Франц «Радо» Арко (17 июля — 18 сентября 1944)
- Милан Подобник (19 сентября 1944 — 24 апреля 1945)
- Милютин Мужичв (25 апреля — 15 мая 1945)

### 3-й батальон

#### Командиры
- Иван «Славо» Пездирц (28 сентября — 23 декабря 1942)
- Илия Бадовинац (24 декабря 1942 — 14 сентября 1943)
- Алоиз Драган (15 сентября 1943 — 26 января 1944)
- Франц Симонич (27 января — 23 марта 1944)
- Ерней Теропшич (24 марта — 25 мая 1944)
- Янко «Илия» Роде (26 мая — 29 июня 1944)
- Франц «Жарко» Штеблай (30 июня — 9 октября 1944)
- Леопольд «Польде» Ерман (10 октября — 23 ноября 1944)
- Мирко Мантель (24 ноября 1944 — 15 марта 1945)
- Франц Белей (26 марта — 15 мая 1945)

#### Политруки
- Радо «Вичан» Пешель (28 сентября 1942 — 25 марта 1943)
- Владимир «Миха» Мишица (26 марта — 25 сентября 1943)
- Штефан «Степко» Геберт (26 сентября 1943 — 8 марта 1944)
- Ловро Шкерл (9 марта — 3 апреля 1944)
- Вильем Пердан (4 — 23 апреля 1944)
- Ерней «Стане» Ярц (24 апреля — 9 мая 1944)
- Франц Жабек (10 мая — 18 июня 1944)
- Милан Подобник (19 июня — 17 июля 1944)
- Август Дурява (18 июля — 15 октября 1944)
- Франц Ерман (16 октября — 26 ноября 1944)
- Август «Иван» Микец (27 ноября 1944 — 4 мая 1945)
- Алоиз «Славо» Грахек (5 — 15 мая 1945

### 4-й батальон

#### Командиры
- Алоиз «Митя Штаерц» Грчар (19 мая — 28 августа 1943)
- Леопольд «Юр» Гердович (29 августа — 22 ноября 1943)
- Миха «Калчич» Ткалчич (23 ноября 1943 — 16 марта 1944)
- Виктор «Црни» Пездирц (18 апреля — 30 июня 1944)
- Мирослав Стипанич (1 июля — 17 июля 1944)

#### Политруки
- Йосип «Фрэнк» Зорнада (19 мая — 4 августа 1943)
- Алоиз «Джиджи» Жокаль (5 августа — 20 сентября 1943)
- Иван «Йон» Пицель (21 сентября — 22 ноября 1943)
- Альбин Лапайна (23 ноября 1943 — 9 января 1944)
- Тончка Шобар (10 января — 16 марта 1944)
- Франц «Филип» Зоран (18 апреля — 15 мая 1944)
- Радо Мочивник (16 — 30 мая 1944)
- Франц «Радо» Арко (31 мая — 17 июля 1944)

### Австрийский батальон
- Командир: Макс Байер (24 ноября 1944 — 13 апреля 1945)
- Политрук: Роман Фюксель (24 ноября 1944 — 5 марта 1945)
- Политрук: Алоиз Мауэрер (6 марта — 13 апреля 1945)

## Личный состав
Через ряды бригады прошли более 3100 человек. Наибольшая численность бригады: 1342 человека (на момент капитуляции Италии); наименьшая численность: 300 человек (в январе 1945). Возрастное распределение:
- До 16 лет: 125 человек
- От 16 до 20 лет: 1000 человек
- Более 50 лет: 52 человека

Большинство солдат бригады родом из Доленьской (Нижней Крайны), также есть уроженцы Штирии, Прекмурья и Гореньски (Верхней Крайны). 27 солдат родом из Корушки, ещё 70 человек из других регионов Югославии.